# Tunica serosa
Als Tunica serosa (auch Serosa) bezeichnet man die glatte Auskleidung der Brusthöhle (Cavitas pleuralis), Bauchfellhöhle (Cavitas peritonealis), des Herzbeutels (Cavitas pericardialis) und des Hodensacks (Cavitas serosa scroti). Sie ist glänzend, durchsichtig und für eine gute Verschiebbarkeit der inneren Organe von einem Flüssigkeitsfilm bedeckt. Im Gegensatz zur Tunica adventitia besitzt sie eine Epithelschicht (Mesothel). Die Tunica serosa kann die Ausbreitung von Entzündungen begrenzen.

## Struktur
Die Serosa besteht aus zwei bis drei Schichten:

### Lamina epithelialis serosae
Die zur Körperhöhle gerichtete äußere Schicht besteht aus einem einschichtigen Plattenepithel, dem Serosaepithel. Es stammt vom mesodermalen Zölomepithel ab und wird daher auch Mesothel genannt. Zwischen den Mesothelzellen gibt es Poren, durch die Flüssigkeit ein- und austreten kann. Das Mesothel ist sowohl sekretorisch als auch resorptiv aktiv. Der seröse Flüssigkeitsfilm ist ebenfalls ein Produkt des Mesothels.

### Lamina propria serosae
Unter dem Epithel liegt die bindegewebige Lamina propria serosae. In dieser Schicht verlaufen die Blut- und Lymphgefäße sowie Nerven.
Zudem befinden sich in der Lamina propria Zellen der Immunabwehr, welche als Milchflecken (Macula lactea) bezeichnet werden.

### Tela subserosa
Die bindegewebige Tela subserosa fungiert als Verschiebeschicht an Organen, deren Füllungsstände und Ausdehnung variieren, so z. B. die Harnblase oder dem Magen. In diese Schicht kann Fettgewebe eingelagert werden.

## Regionale Gliederung
Die Serosa wird in den Körperhöhlen unterschiedlich bezeichnet:
- Pleura („Brustfell“) in der Brusthöhle
- Peritoneum („Bauchfell“) in der Bauch- und Beckenhöhle
- Pericardium serosum in der Herzbeutelhöhle

## Mesenterium
Die Serosa kleidet nicht nur die Wand der Körperhöhlen aus. Die in den Höhlen befindlichen Organe stülpen sich in diese Haut ein, als würde man einen Gegenstand auf eine Folie legen und darin einwickeln. Daher haben alle in den Körperhöhlen befindlichen Organe einen Serosaüberzug, der mit der Organoberfläche eng verbunden ist und dieser ein glänzendes Aussehen verleiht.
Die dadurch entstehende Doppellamelle (Serosaduplikatur) zwischen Wandblatt der Serosa und dem Organ wird als Mesenterium (Gekröse) bezeichnet. Es dient der Befestigung der inneren Organe. Die Benennung der jeweiligen Gekröse erfolgt durch die Vorsilbe Meso und den jeweiligen lateinischen Organnamen, wie z. B. Mesoduodenum (Gekröse des Zwölffingerdarms) oder Mesorchium (Gekröse des Hodens). Bei einigen Organen haben sich besondere Namen eingebürgert, z. B. Ligamentum latum uteri (Gebärmuttergekröse).

## Großes und kleines Netz
Eine Sonderform des Mesenteriums sind Netze (lat. Omenta, griech. Epiploon). Hier ist die Doppellamelle weit ausgezogen. Es handelt sich dabei um Umbildungen der beiden Magengekröse (Mesogastrium dorsale und ventrale). Bei den Säugetieren einschließlich Mensch gibt es ein
- Omentum minus („kleines Netz“): zwischen Leber sowie Magen und Duodenum, etwas künstlich unterteilt in Ligamentum hepatogastricum und Ligamentum hepatoduodenale
- Omentum majus („großes Netz“): als Fettgewebsschürze vom Magen über den Querdarm bis Höhe Nabel herabhängend.

Bei einigen Tieren (z. B. dem Pferd) liegt das Omentum majus zwischen den Darmschlingen.

## Sonderbildungen
Serosaduplikaturen können auch direkt zwischen benachbarten Organen verkehren. Solche Serosabrücken bezeichnet man als
- Ligamentum (Band), z. B. Ligamentum cecocolicum (nicht mit den rein bindegewebigen Bändern an Gelenken verwechseln, die ebenfalls „Ligamentum“ genannt werden)
- Plica (Falte), z. B. Plica ileocaecalis

In einigen Fällen wird „Ligamentum“ auch für Serosaduplikaturen zwischen Organ und Bauchwand verwendet (z. B. Ligamentum ovarii proprium, Leberbänder), in einigen Fällen auch für Abschnitte von Gekrösen (siehe oben unter „kleines Netz“).